# Estación de Guillarey
Estación de Guillarey vasútállomás Spanyolországban, Tui településen.

## Vasútvonalak
Az állomást az alábbi vasútvonalak érintik:
- Monforte de Lemos–Redondela-vasútvonal

## Kapcsolódó állomások
A vasútállomáshoz az alábbi állomások vannak a legközelebb:
- Estación de Tuy
- Estación de Porriño